# 凌俊杰
凌俊杰，JP，男，汉族，中华人民共和国政治人物。现任士多香港有限公司首席拓展官，香港菁英会执委会主席。第十四届全国政协委员。